# 박요셉
박요셉 (1980년 12월 3일 ~ )은 대한민국의 전 축구 선수이자 현 축구 지도자이다.